# Adriaen van Gaesbeeck
Adriaen van Gaesbeeck (getauft am 22. August 1621 in Leiden; begraben am 11. Februar 1650 ebenda) war ein niederländischer Maler.
Adriaen van Gaesbeeck war ein Schüler von Gerard Dou. Gegen 1646 weilte er für kurze Zeit in Amsterdam, wo er für den 1. Juli dokumentiert ist. 1649 wurde er in die Leidener Malergilde aufgenommen. Bereits ein Jahr später starb er. Seine seltenen Bilder – er malte Porträts, religiöse Bilder und Genredarstellungen – stehen seinem Lehrer Gerard Dou nahe. Seine frühesten bekannten Bilder stammen aus der Zeit um 1645/46.

## Werke
- Berlin, Gemäldegalerie
  - Die Näherin.

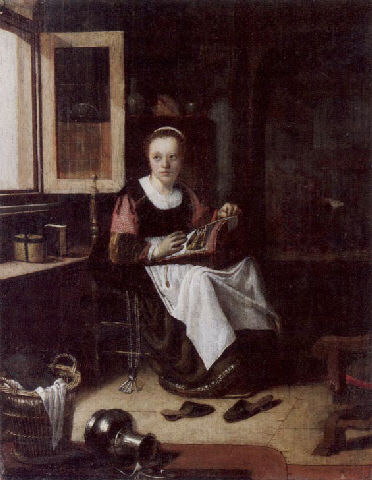
Stickende junge Frau in einem Interieur am offenen Fenster (1643)

- Den Haag, Schilderijenzaal Prins Willem V
  - Junge Mutter mit zwei Kindern.
- Karlsruhe, Staatliche Kunsthalle
  - Nähende Mutter mit zwei Knaben an der Wiege.
- Leiden, Stedelijk Museum De Lakenhal
  - Bildnis eines Mannes. 1646
  - Die Ruhe auf der Flucht nach Ägypten.
- St. Petersburg, Eremitage
  - Besuch beim Arzt.
- Verbleib unbekannt
  - Interieur mit stickender junger Frau. Um 1645 (am 19. / 20. September 2003 bei Schloss Ahlden in Ahlden versteigert)
  - Kücheninterieur mit einem Schuljungen, einem Mädchen und einer lesenden Person am Herd. 1648 (am 12. November 1995 bei Christie's in Amsterdam versteigert)
  - Interieur mit junger Frau am Spinnrad. Um 1648 (am 13. Dezember 1996 bei Christie's in London versteigert)